# Botanophila alcaecerca
Botanophila alcaecerca este o specie de muște din genul Botanophila, familia Anthomyiidae, descrisă de Deng în anul 1997. Conform Catalogue of Life specia Botanophila alcaecerca nu are subspecii cunoscute.